# Tillandsia trapeziformis
Tillandsia trapeziformis là một loài thực vật có hoa trong họ Bromeliaceae. Loài này được Mez miêu tả khoa học đầu tiên năm 1896.